# Emilio Madero
Le général Emilio Madero González (8 août 1880 – 16 janvier 1962) est un soldat mexicain qui a participé à la Révolution mexicaine. Il est le frère de Francisco Ignacio Madero Gonzalez, président du Mexique de 1911 à 1913.

## Biographie

### Jeunesse
Emilio Madero est né à Parras de la Fuente, dans l'État mexicain de Coahuila, le 8 août 1880. Il est le sixième enfant de Francisco Madero Hernandez et de Mercedez Gonzales Treviño ainsi que le frère de Francisco I. Madero, chef de file de la révolution mexicaine.

### Révolution Mexicaine
Emilio Madero participe au mouvement Madero lancé par son frère durant la Révolution Mexicaine. En avril 1911, il mène les troupes qui ont conquis l'État mexicain de Durange en capturant les villes de Mapimí, Lerdo et Gómez Palacio.
En mai 1911, il mène l'assaut contre la ville de Torreón, un endroit stratégique pour prendre le contrôle du territoire environnant. Cependant, quand les madéristes ont enfin conquis la ville le 15 mai 1911, ils ont été rejoints par un groupe local et ont massacré les résidents chinois de Torreon. Ce n'est qu'après 10 heures de massacre et près de 300 habitants chinois tués qu'Emilio Madero parvient à reprendre le contrôle de ses troupes.
Il se heurte ensuite à la difficulté de garder le pouvoir dans la zone de Torreon et est contraint, en juin 1911, de créer un groupe de soldats locaux, qu'il paie 1,50 dollar par jour, pour contrôler les rebelles au sein de ses propres madéristes. En 1912, il est assigné à la Division du Nord en tant que Colonel sous les ordres du Général Victoriano Huerta. Ses troupes sont chargées de combattre Pascual Orozco. En parallèle, il joue un rôle essentiel en sauvant Pancho Villa de l'exécution en s'opposant au général Huerta qui voulait ce dernier hors de son chemin.
Emilio Madero épouse Mercedes Belden Gutierrez le 27 janvier 1913 à Monterrey, dans l’État du Nuevo Leon. Le couple a quatre enfants, parmi lesquels Pablo Emilio Madero Belden dont la carrière politique a fortement été inspirée par son père.

### Exil

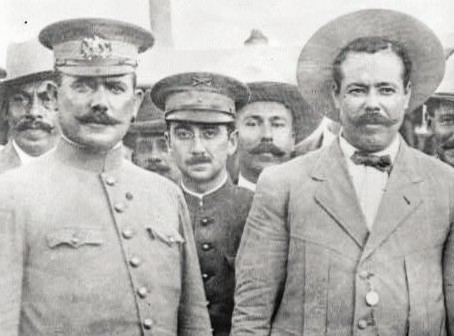
Emilio Madero (centre) entre Álvaro Obregón (gauche) et Pancho Villa (droite) au Fort Bliss le 27 août 1914

Emilio Madero est à San Pedro, dans l’État de Coahuila, avec Venustiano Carranza durant la Décade Tragique en février 1913. Après la mort de son frère Francisco, Emilio Madero est supposé mort le 26 février 1913, tué par balles au nord de Monterrey ; selon la rumeur, il aurait subi une défaite contre le Général Trevino entre Villaldama et Bustamante alors qu'il menait un groupe de 35 soldats pour rejoindre les forces rebelles à Nuevo Laredo. Cette rumeur s'avère infondée dès le lendemain.
Le 6 mars 1913, il est obligé de quitter le Mexique avec un autre de ses frères, le Général Raul Madero. Les deux jurent de revenir dans le pays pour venger leur frère.
Il revient au Mexique le 14 août 1914 et se retrouve à Chohuahua avec Pancho Villa. Début 1915, il mène 2 000 hommes pour capturer Saltillo sous le commandement du Général Felipe Ángeles. Il participe ensuite, le 8 janvier 1915, à une charge de cavalerie qui mène à la capture de près de 3 000 prisonniers dans la ville de Ramos Arizpe.
Après l'élection de Roque González Garza à la tête du gouvernement mexicain, Emilio Madero est fait gouverneur de l’État de Sinaloa. La même année, le 12 octobre 1915, Emilio et Raul Madero refusent cependant de rejoindre Pancho Villa dans leur guérilla et quittent de nouveau le Mexique. Emilio Madero était toujours à l'étranger en 1918. Il habite alors dans la ville de San Antonio, au Texas.
En 1921, il vit de nouveau au Mexique, dans un ferme dans la ville de San Pedro. Madero et sa famille doivent de nouveau s'exiler en 1926. Ils vivent une année en Californie et deux ans au Texas avant de revenir encore une fois au Mexique en 1929.

### Après la Révolution
Emilio Madero est le chef du Parti Révolutionnaire d'Unification Nationale jusqu'en 1940 quand il est destitué de la présidence après avoir estimé que le parti était « paralysé », notamment à cause d'un manque de communication avec un autre dirigeant, Juan Andeu Almazan.
Il meurt à Mexico le 16 janvier 1962. Il est enterré au Pantéon Francés de la Piedad, surnommé en anglais, le cimetière français.